# Joanna Newsom
Joanna Newsom (Grass Valley, 1982. január 18. –) amerikai énekesnő, színésznő. Karrierje 2002-ben kezdődött, amikor két EP-t rögzített, majd szerződést kötött a Drag City kiadóval. Első albuma, a The Milk-Eyed Mender 2004-ben jelent meg, amellyel nagy sikert aratott underground körökben. Második lemeze, az Ys (2006) a 134. helyet szerezte meg a  Billboard 200 listán. Ezeken kívül még két albumot adott ki: Have One on Me (2010) és Divers (2015).
Zenéjét általában a progresszív folk műfajába sorolják. Zenészei karrierje mellett színésznőként is tevékenykedik; színésznői szerepei közé sorolandó a Portlandia című szkeccsműsorban való szereplése és a 2014-es Beépített hiba című film.

## Élete
1982. január 18.-án született a kaliforniai Grass Valley-ben. Szülei orvosok voltak. Nevada City-ben nevelkedett. bátyjával, Peterrel és húgával, Emilyvel. Gavin Newsom kaliforniai kormányzó másodunokatestvére.
Gyerekkorában nem nézhetett televíziót és nem hallgathatott rádiót. Joanna szüleit úgy írta le, mint "azok az idealisták, akik abban reménykednek, hogy megvédhetnek minket a rossz hatásoktól, mint például az erőszakos filmek vagy a hülyeségek." Fiatal korától kezdve nagy zenehallgató. Szülei is zenészek voltak: apja gitározott, anyja pedig zongorista volt. Waldorf iskolába járt, ahol színművészetet tanult és megtanult hosszú verseket megjegyezni és elmondani.
Őt éves korában megkérdezte szüleitől, hogy játszhat-e hárfán. Szülei végül beiratták egy tanárhoz, de a tanár azt javasolta neki, hogy fiatal korára való tekintettel inkább zongorázni kezdjen. Ezt követően hárfázni kezdett, amit az "első órától kezdve szeretett."
Középiskola után a Mills College-ben tanult, és a The Pleased együttesben billentyűs volt. Azonban kilépett, hogy a saját zenéjére koncentráljon, és visszatért a családjához Nevada City-be.

## Zenei stílusa
Stílusát a progresszív folk, chamber folk, indie folk és barokk pop műfajokba sorolják. A média sokszor a freak folk mozgalom jelentős képviselői közé sorolja, Newsom azonban nem sorolja be magát egyetlen mozgalom képviselői közé sem.
Szövegeire Vladimir Nabokov és Ernest Hemingway volt hatással.

## Magánélete
2004-től 2007-ig Bill Callahan zenésszel járt.
2006-ban ismerte meg Andy Samberget, majd 2013-ban összeházasodtak. 2014 márciusában megvásárolták a Moorcrest villát, amelynek Mary Astor színésznő szülei voltak a tulajdonosai, korábban pedig Charlie Chaplin bérelte. West Village-ben is van egy otthonuk.
2017. augusztus 8-án megszületett első gyermekük, egy kislány. 2023 februárjában Jorma Taccone bejelentette, hogy a párnak megszületett a második gyermeke.

## Diszkográfia
- The Milk-Eyed Mender (2004)
- Ys (2006)
- Have One on Me (2010)
- Divers (2015)

## Filmográfia
| Év   | Eredeti cím   | Magyar cím     | Szerep    | Magyar hang |
| ---- | ------------- | -------------- | --------- | ----------- |
| 2014 | Inherent Vice | Beépített hiba | Sortilège |             |